# Trnovo (Republika srbská)
Trnovo (v srbské cyrilici Трново) je město v Bosně a Hercegovině, administrativně součást Republiky srbské. V roce 2013 mělo 2050 obyvatel.
Město je rozděleno na dvě části; centrální, která je součástí Federace Bosny a Hercegoviny a okrajovou, která spadá pod Republiku srbskou. Okrajová část zahrnuje sice menšinu původní obce (opštiny) Trnovo, zato je její součástí většina města Trnova. Složité rozdělení je výsledkem Daytonské dohody po válce v Bosně a Hercegovině.
Město se nachází jihovýchodně od Sarajeva, je obklopené horami, kde se konaly některé ze soutěží zimních olympijských her 1984. Jeho hlavní osu tvoří řeka Željeznica; zástavba v Trnovu je orientována podle této řeky.